# 裴良
裴良（475年—535年），字元宾，河东郡闻喜县（今山西省运城市闻喜县）人，出自河东裴氏的的中眷裴第一房，北魏官员。

## 生平
裴良在太和十五年（491年）以奉朝请为起家官，转北中府功曹参军。魏宣武帝元恪初年，裴良因为母亲年老家庭贫困，请求外任，于是出任南绛县县令，仆射游肇巡查地方，裴良被考核为第一。裴良转任龙门县县令，又转任正平郡郡丞，入朝担任羽林监，外任并州安北府长史，入朝担任尚书考功郎中，加中散大夫。
当时北魏民变四起，朝廷任命裴良以本官充当慰劳使，接受旨意前往招抚。之后汾州吐京胡薛羽等人造反，朝廷任命裴良以本官为为西北道行台，代理汾州刺史，很快正式授任汾州刺史，兼任尚书左丞，行台如故。当时征讨军的别将李德龙为薛羽击败，裴良到达汾州，与刺史汝阴王元景和以及李德龙率领数千士兵，防守城池。贼寇集中兵力猛攻，皇帝诏令行台裴延隽、大都督章武王元融、都督宗正珍孙等人前往支援。当时时有五城郡山胡冯宜都、贺悦回成等人用妖术迷惑群众，建立皇帝称号，穿白衣，持白伞白幡，率领民众在云台郊抵抗北魏军队。元融等人与他们交战后失败，贼寇乘胜围困汾州州城。裴良率领将士出战，大破敌军，在战场上斩杀了贺悦回成，又诱使山胡斩下冯宜都首级。又有山胡刘蠡升自称有圣术，山胡人相信了，都跟随归附刘蠡升，一旬之间，造反的人又势力大振。李德龙建议倾城而出，裴良不答应，李德龙等人因此停止。元景和去世后，朝廷以裴良为汾州刺史，加辅国将军，行台如故。都督高防领兵支援，又在百里候被贼寇打败。在此之前官粮被借贷给百姓，没来得及收回，就遇到这次贼寇造反。到此时城中百姓发生大饥荒，以致人吃人。贼寇知道州城仓库空虚，围困越来越紧，城中人死了十分之三四。裴良因为饥饿窘况，与城中百姓逃奔到西河郡。汾州的治所在西河，就是从裴良开始的。当时南绛蜀陈双炽等人聚众谋反，自称建始王，与大都督长孙稚、宗正珍孙等人的军队相持不下。皇帝诏令免去裴良的汾州刺史，出任慰劳使，裴良又转任前将军、太中大夫、正平郡中正。
永安年间，魏孝庄帝元子攸诏令裴良以本官兼任散骑常侍，与尚书辛雄一起担任大使，巡视并征调物资，以散骑常侍官职轻，又命裴良兼任尚书。裴良很快转任平东将军、银青光禄大夫。尔朱荣死后，尔朱荣堂侄尔朱天光在关西拥有许多兵马，魏孝庄帝于是诏令裴良为持节、署理安西将军、潼关都督，又兼任尚书，为河东、恒农、河北、宜阳行台防备尔朱天光。尔朱天关到了之后，非常看重裴良，裴良于是在魏节闵帝元恭时期出任征东将军、金紫光禄大夫，很快升任卫将军、金紫光禄大夫，再任正平郡中正，很快转任车骑将军、右光禄大夫，加散骑常侍，转任骠骑将军、左光禄大夫，再加散骑常侍。永熙二年（533年），裴良出任汲郡太守、散骑常侍、骠骑将军。魏孝武帝元修与高欢发生矛盾后，授任裴良为使持节、署理骠骑大将军、都督汲郡诸军事，其余官职如故。魏孝武帝西迁关中后，裴良受到相国渤海王高欢的礼遇。天平元年（534年），魏孝静帝元善见登基，裴良担任御史中丞，十月，担任太府卿。天平二年（535年）七月，裴良在邺城去世，虚岁六十一，皇帝诏令赠予使持节、散骑常侍、都督雍华陕三州诸军事、卫大将军、雍州刺史、吏部尚书，谥号宪，又再次赠予侍中、骠骑大将军、尚书仆射，其余官职如故。当年十一月六日（535年12月16日）迁葬于父亲裴保欢坟墓附近。之后河东地区被北周占领，裴良的儿子们于北齐武平二年岁次辛卯二月六日（571年3月17日）将裴良改葬于临汾城东北五里汾絙堆之阳。裴良的墓志于1986年冬在山西省襄汾县永固乡家村出土，现藏襄汾县博物馆。

## 作品
裴良曾撰写家谱类著作《宗制》十卷。

## 家庭

### 祖父
- 裴万虎，北魏河北郡太守[1]

### 父亲
- 裴保欢，北魏秀才[1]

### 兄弟姐妹
- 裴氏，嫁北魏侍中、车骑大将军、左光禄大夫、仪同三司李琰之

### 夫人
- 河东柳氏，北魏秦州主簿柳仲起之女，早亡无子[1]
- 天水赵氏，北魏宁远将军、秦州别驾、陇西天水二郡太守赵宾育之女，天保七年四月在邺城去世，虚岁七十九，武平二年二月六日合葬于裴良墓旁[1]

### 子女
- 裴恳，北魏直后，夫人天水姜氏[1]
- 裴子诞，征虏将军、中散大夫，夫人荧阳郑氏，荥阳郡太守郑令仲之女[1]
- 裴子昇，荆州卫军府外兵参军，夫人陇西李氏[1]，司徒公李琰之之女
- 裴子通，北齐骠骑大将军、太中大夫，夫人河南元氏，安定王元超之女[1]
- 裴叔祉，东魏司空右长史[1]
- 裴子休，隋朝使持节、仪同大将军、怀戎县子[1]
- 裴子阐，镇西将军、徐州道行台郎中、郢州别驾[1]
- 裴辅翼，开府参军事[1]
- 裴绛辉，嫁镇远将军、步兵校尉荧阳郑长休[1]
- 裴玉辉，嫁卫将军、右光禄大夫京兆杜穆[1]
- 裴琰辉，嫁散骑侍郎、平南将军赵郡李慎[1]